# Кубия
Кубия (на френски: Koubia) е град в Северна Гвинея, регион Лабе. Административен център на префектура Кубия. Населението на града през 2014 година е 21 926 души.